# Serghei Ciaplîghin
Serghei Alekseievici Ciaplîghin (n. 5 aprilie 1869 la Ranenburg, Regiunea Lipețk - d. 8 octombrie 1942 la Novosibirsk) a fost un fizician și matematician rus, specialist în domeniile mecanicii teoretice, hidrodinamicii și aerodinamicii.
A urmat cursurile Universității din Moscova.
O deosebită influență asupra sa a exercitat-o Nikolai Egorovici Jukovski, alături de care și-a desfășurat activitatea științifică.
Activitatea sa științifică începe cu teza de doctorat Asupra jeturilor de gaze, în care a dat fundamentele unei metode matematice de studiu a mișcării gazelor, metoda hodografică.
De asemenea a studiat două probleme clasice din mecanica teoretică: problema mișcării corpurilor în prezența unor legături neintegrale și problema referitoare la mișcarea unui corp solid greu în jurul unui punct fix.
A introdus pentru prima dată ecuațiile generale ale mișcării sistemelor neolonome, pentru care a primit un premiu din partea Academiei de Științe din Petersburg.
A stabilit ecuația fundamentală a mișcărilor transsonice, ecuație care îi poartă numele.
S-a ocupat de mișcarea plană a fluidelor incompresibile, determinând forțele hidrodinamice care acționează în timpul mișcării fluidelor.
În 1910 a făcut o expunere clară asupra postulatului cu privire la determinarea mărimii circulației în jurul aripii avioanelor.
Cu ajutorul formulelor matematice stabilite, a calculat presiunea curentului de gaz asupra diferitelor profile de aripă.
A studiat teoria mișcării giroscopului.
1. ↑   http://xn--b1aecnthebc1acj.xn--p1ai/%D0%9E%D0%BD-%D0%BF%D0%BE%D0%B4%D0%B0%D1%80%D0%B8%D0%BB-%D0%BD%D0%B0%D0%BC-%D0%BA%D1%80%D1%8B%D0%BB%D1%8C%D1%8F Lipsește sau este vid: |title= (ajutor)
2. ↑  IdRef, accesat în 3 mai 2020
3. ↑  Czech National Authority Database, accesat în 1 martie 2022
4. ↑  Genealogia matematicienilor